# Arboretum

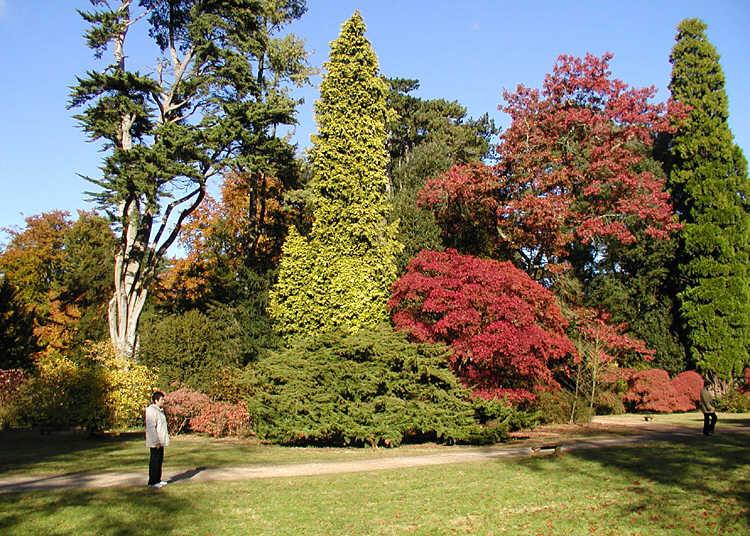
Westonbirt Arboretum i Gloucestershire, England

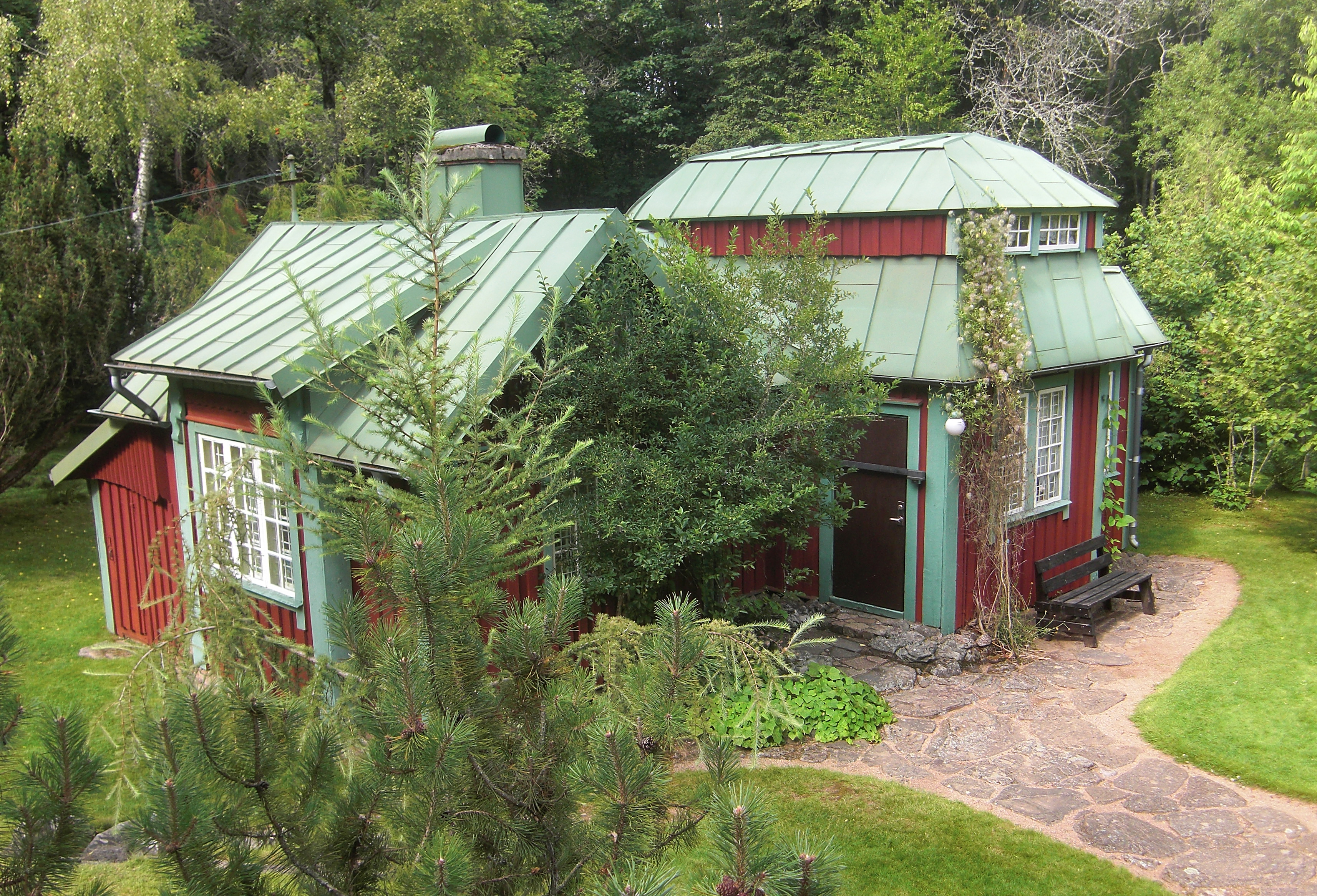
Frans Johan Gegerfeldts stuga på Alphems arboretum utanför Floby. I förgrunden syns en bergtall (Pinus mugo) och en ung lärk (Larix sp.).

Ett arboretum (plural arboreta av lat. arbor, "träd") är en plantering av träd och buskar, ofta skapad med syftet att studera de planterade sorterna. Andra syften med planteringen kan vara att samla, bevara och presentera olika trädslag. Ofta är syftena kombinerade, växterna kan studeras i olika avseenden samtidigt som olika sorter bevaras och visas upp för en upplevelse av mångfald. Planteringen kan vara en samling i sin egen rätt eller vara en del av en botanisk trädgård.
Trädslagen kan vara planterade i enstaka individ- eller gruppbestånd, och samlingen kan vara vetenskapligt ordnad eller ordnad efter någon annan princip, som geografisk ursprung. En del samlingar kan fokusera på främmande vedartade växter, så kallade exoter, men andra samlingar kan ha fokus på trädslag från ett visst område eller klimat. Det finns även arboretum som fokuserar på en speciell sorts träd, exempelvis barrträd. Ett arboretum med enbart barrträd kallas pinetum (lat. pinetum: "barrskog", "tallskog").
I Sverige finns arboretum för forskningssyfte bland annat i Alnarpsparken.
Det finns också ett antal privata arboretum såsom t.ex. Linderslunds Arboretum i Skåne.